# Аня Зайберт-Фор
Аня Зайберт-Фор (нім. Anja Seibert-Fohr, нар. 3 квітня 1969 в міста Гіссен) — німецька юристка, суддя Європейського суду з прав людини.

## Освіта
Аня Зайберт-Фор навчалась юриспруденції за стипендією Німецького академічного стипендіального фонду в Боннському, Гіссенському та Гайдельберзькому університетах. В 1997 році вступила до Університету Джорджа Вашингтона. У 2000 році там здобула ступінь магістра права, а в 2004 році ступінь доктора, написавши дисертацію на тему "Притягнення до відповідальності за серйозні порушення прав людини". Її науковим керівником був Томас Бюргенталь, на той момент суддя Міжнародного суду ООН в Гаазі. Її навчання в Університеті Джорджа Вашингтона стало можливим завдяки підтримці Німецької служби академічних обмінів. Вона продовжила навчання в Гайдельберзькому університеті Рупрехта-Карла, де отримала габілітацію в 2012 році, захистивши дисертацію на тему "Конституційні судді: їх функція та легітимація в правовій демократії".

## Кар'єра
У 2002—2012 роках Зайберт-Фор була лекторкою з міжнародного права у Гайдельберзькому університеті. У період 2008—2010 років Зайберт-Фор і її команда правників-дослідників брали участь у проєкті з розвитку незалежності судової влади у Східній Європі, Центральній Азії та на Кавказі, у співпраці з Організацією з безпеки і співробітництва в Європі.
У 2012 році обрана до складу Комітету з прав людини ООН, де працювала до 2018 року, при цьому в період 2015-2017 була віцепрезиденткою цього комітету. З 2013 по 2016 рік Зайберт-Фор була завідувачкою кафедри публічного права, міжнародного права та прав людини в Геттінгенському університеті, після чого в 2016 році була призначена професоркою в Гейдельберзькому університеті, де читала лекції про права людини. Вона брала участь у багатьох дослідженнях на тему прав людини та міжнародного права.
В червні 2019 року Парламентська асамблея Ради Європи обрала Аню Зайберт-Фор суддею Європейського суду з прав людини, на заміну Анджеліці Нуссбергер. 1 січня 2020 вона приступила до виконання обов'язків. На час її роботи в ЄСПЛ, їй в Гейдельберзькому університеті дали відпустку від роботи професоркою.